# Oleg Mitiáyev
Oleg Yúrievich Mitiáyev  (en ruso: Олег Юрьевич Митяев, Oremburgo, 1974) es un teniente general ruso que, según funcionarios ucranianos, murió durante la invasión rusa de Ucrania el 15 de marzo de 2022. Sin embargo, su muerte no ha sido confirmada y en diciembre de 2024 se reveló que estaba vivo y seguía en servicio.

## Biografía
Se graduó en la Escuela Militar Suvórov (1991), la Escuela de Armas Combinadas Superiores de Omsk (1995), la Academia Militar Frunze (2009), y la Academia Militar del Estado Mayor de las Fuerzas Armadas de Rusia.
Entró al servicio del Ejército en 1991. En 1995, fue ascendido a teniente. Y por el Decreto del Presidente de la Federación de Rusia n.º 276 del 11 de junio de 2016fue ascendido el rango de mayor general.
Fue Comandante de la 11.ª Brigada de Asalto Aerotransportado Independiente de la Guardia entre 2013 y 2015, comandante de la 201.ª base militar (Tayikistán) de 2016 a 2018. Más tarde ocupó el cargo de comandante adjunto de la agrupación de tropas de las Fuerzas Armadas de la Federación de Rusia en Siria. En 2020 asumió el mando de la 150.ª División de Fusileros Motorizados. Galardonado con una serie de premios estatales, incluyendo la Orden del Coraje.
Según funcionarios ucranianos, fue asesinado en una emboscada ucraniana mientras participaba en una «misión de combate» durante el asedio de Mariupol en la fábrica de acero y hierro Illich durante la invasión rusa de Ucrania, supuestamente por miembros del Regimiento Azov. Según las autoridades ucraniana, fue el cuarto general ruso asesinado durante la invasión de 2022. Fuentes occidentales creen que veinte generales fueron enviados a Ucrania.
El 9 de diciembre de 2024 fue ascendido al grado de teniente general.